# Faszienrolle

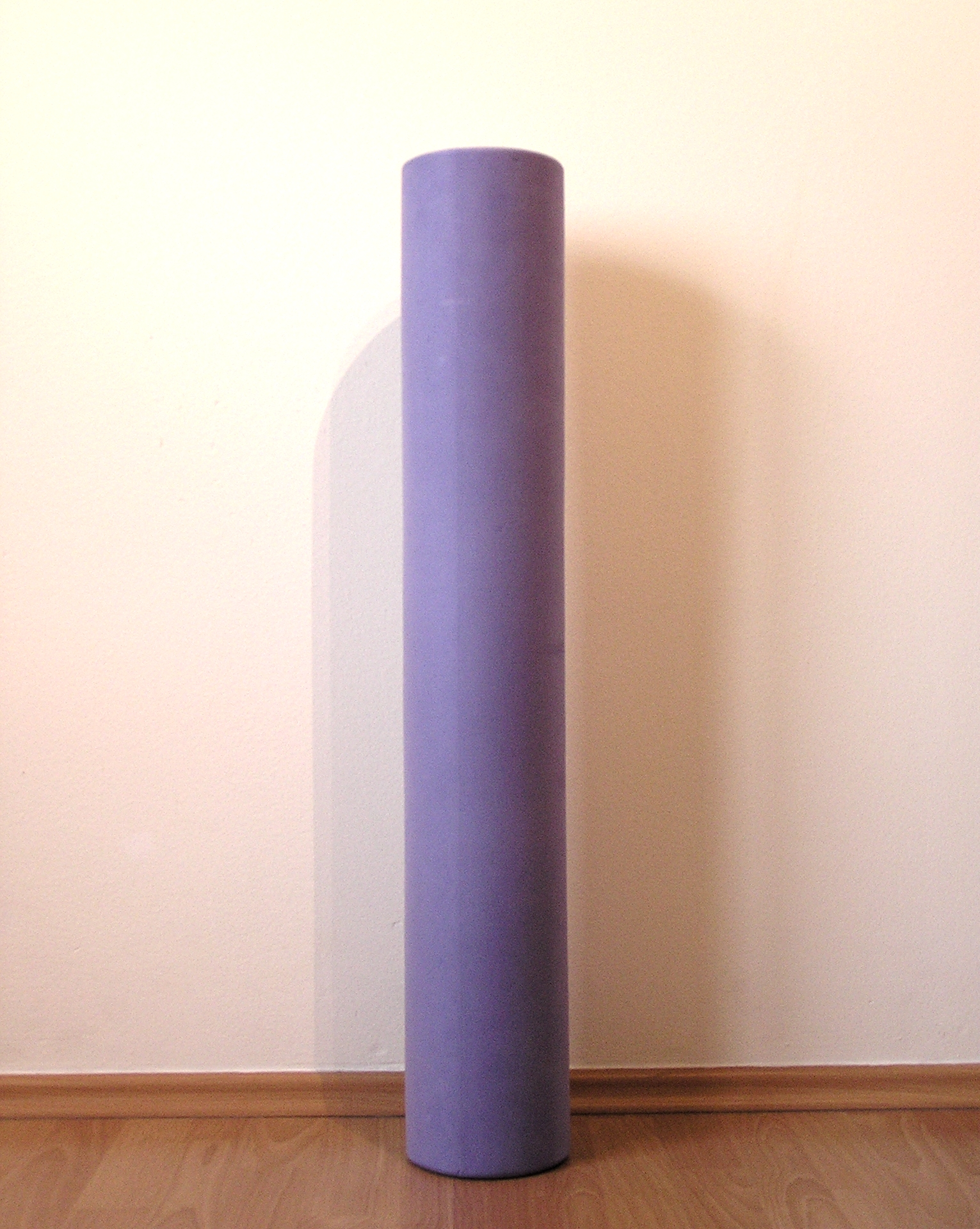
Faszienrolle

Eine Faszienrolle, auch Hartschaumrolle, ist ein Selbstmassagegerät aus Polyethylen, Polyurethan oder Kork, das in neurologischen, orthopädischen, sportmedizinischen und Fitness-Einrichtungen eingesetzt wird. Ziel ist es, die Struktur der Faszien von außen mittels „Ausrollen“ zu beeinflussen (Fascial Release).

## Anwendung
Moshé Feldenkrais verwendete als einer der Ersten in der von ihm entwickelten Feldenkrais-Methode eine Rolle aus Holz für therapeutische Zwecke. 1963 wurde eine Rückenrolle auf der iENA in Nürnberg präsentiert.
Die Anwendung der Hartschaumrolle im trainingstherapeutischen Rahmen hat die Verbesserung der Körperwahrnehmung, des Gleichgewichts, der Beweglichkeit und der Kraftfähigkeit zum Ziel. Besonders hervorzuheben ist ihr Einsatz zur Selbstmassage. Mithilfe des eigenen Körpergewichts und der Hartschaumrolle wird Druck auf Verhärtungen in der Skelettmuskulatur ausgeübt, um Muskelverspannungen zu lösen und die Durchblutung zu fördern. Im Englischen spricht man in diesem Zusammenhang von „Self Myofascial Release“ (SMR), einer Technik zur Wiederherstellung der ursprünglichen Dehnfähigkeit des Bindegewebes (Faszie) im Zusammenspiel mit den Muskeln. Dabei wird die Hartschaumrolle häufig über die Muskeln gerollt, und der Druck bleibt für 30–60 Sekunden direkt auf der Muskelverspannung bestehen.
Fascial Release mit der Hartschaumrolle wird zu folgenden Zwecken eingesetzt:
- Warm-up: Durch Ausrollen wird ein Effekt erzeugt, der sonst erst nach vielen Bewegungsabläufen erreicht werden kann. Erreicht wird dies durch eine bessere Gleitfähigkeit der Muskeln und eine verbesserte sensomotorische Kontrolle durch die Aktivierung der Propriorezeptoren und damit der optimalen Körperkontrolle.[4][5]
- Cool-Down: Das Ausrollen der Muskeln wird hier langsamer und länger vorgenommen als beim warm-up.[4] Das Training mit der Rolle steigert die Durchblutung und folglich auch die Versorgung der Muskulatur mit Sauerstoff und den Abtransport von Stoffwechselendprodukten.[6]
- Schmerzbekämpfung: Die meisten Schmerzsymptome stammen aus dem Fasziengewebe, da dies auch der Ort der Schmerzrezeptoren ist.[4] Auch bei weniger aktiven Patienten sollen durch regelmäßige Einheiten signifikante Verbesserungen in der Flexibilität und eine damit einhergehende Schmerzreduktion erzielt werden.[7]
- Eigenwahrnehmung: Ziel ist es, eigene Schmerzpunkte („Triggerpunkte“) zu erkunden und auszurollen. Diese Punkte sind bei jedem Menschen unterschiedlich und können nur vom Einzelnen individuell erspürt werden.[4]

## Modelle
Durch das gestiegene Interesse am Faszientraining sind mittlerweile eine Vielzahl an Faszienrollen auf dem Markt, die sich hinsichtlich Größe, Oberflächenstruktur und Härtegrad unterscheiden. Kleine Faszienrollen massieren gezielt Muskelpartien, die mit einer großen Rolle schwer erreichbar wären, beispielsweise an Nacken oder Fußsohlen. Sie eignen sich auch als Trainingsgerät für unterwegs. Lange Faszienrollen ermöglichen die Behandlung großer Muskelpartien, z. B. am Rücken. Faszienrollen mit strukturierter Oberfläche sollen die Massage durch die menschliche Hand nachahmen.

## Kritik
Da Faszien sehr dünn sind, kann intensives Rollen Schäden verursachen. Auch ist die Wirkung klassischer Dehnmethoden häufig vergleichbar oder besser – zum Beispiel für die kurzfristige Steigerung der Beweglichkeit.